# Dave Laut
David Lester „Dave” Laut (ur. 21 grudnia 1956 w Findlay w stanie Ohio, zm. 27 sierpnia 2009 w Oxnard) – amerykański lekkoatleta, kulomiot.

## Osiągnięcia
- złoty medal igrzysk panamerykańskich (San Juan 1979)
- 3. miejsce podczas pucharu świata (Rzym 1981)
- brąz igrzysk olimpijskich (Los Angeles 1984)

## Rekordy życiowe
- pchnięcie kulą – 22,02 m (1982) – najlepszy wynik na świecie w 1982 r.